# Cziffra György Fesztivál

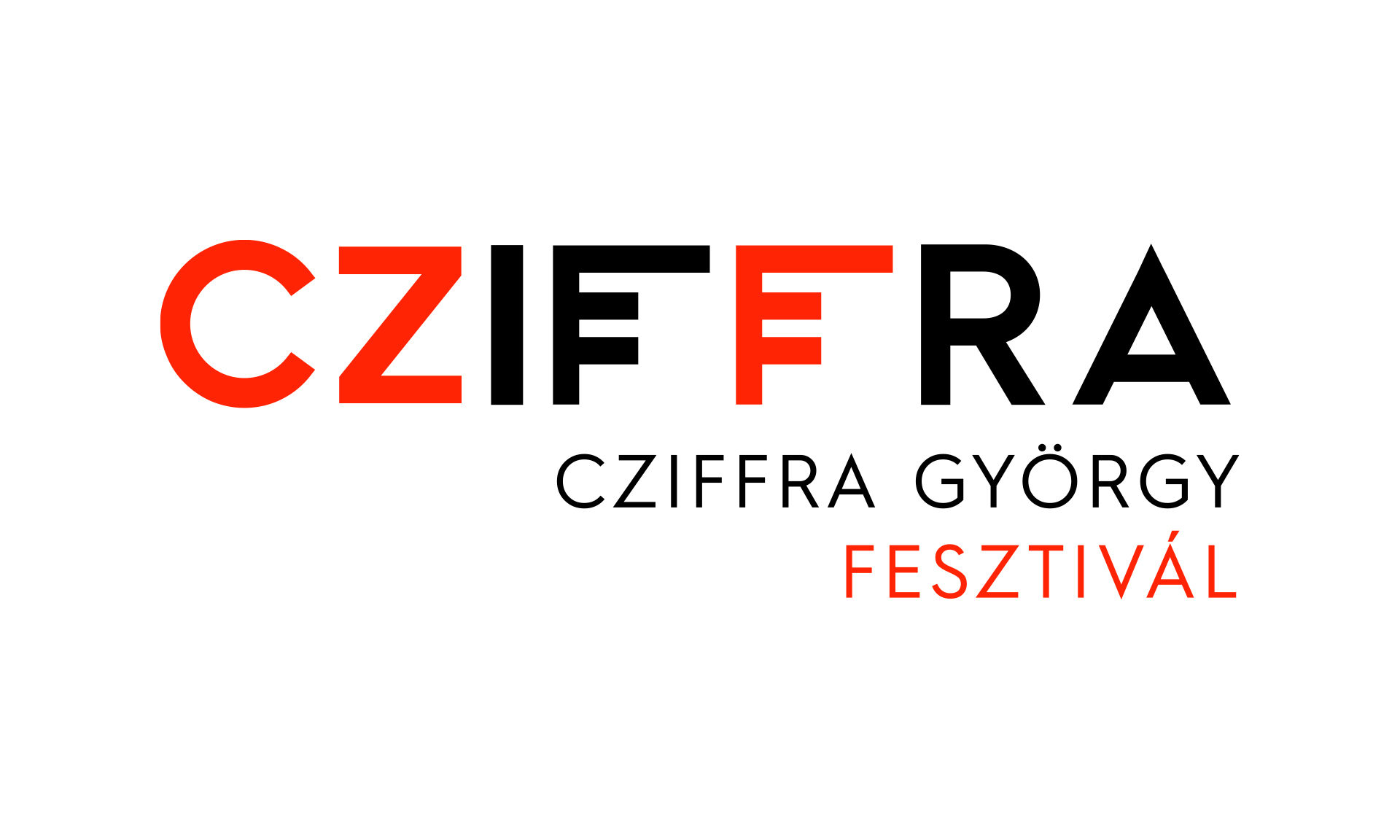
Cziffra Fesztivál logója

A Cziffra György Fesztivált Magyarországon azzal a céllal alapította meg Balázs János Steinway Artist, Liszt- és Kossuth-díjas zongoraművész, hogy Cziffra György (zongoraművész)nek, a világ egyik legkiemelkedőbb magyar zongoraművészének méltó emléket állítson.
2016 óta a hazai és a nemzetközi művészegyéniségek legnagyobbjait sikerül megnyerni a közös cél eléréséhez. Mára már a koncertsorozatokon túl kimagasló egyéb minőségi programokkal bővült a fesztivál, valamint jelentős a fiatalok klasszikus zenei nevelésére helyezett fókusz. A fiatal művészeknek ingyenes szakmai programokat, mesterkurzusokat biztosít, valamint a hazai fesztiválok közül egyedülállóan díjakat alapított és ad át, a pályájuk elején álló tehetségek támogatására és a legnagyobb kulturális értékeket felmutató emberi teljesítmények mind anyagi mind erkölcsi elismerése céljából. A fesztivál 10 éves működése nagyban hozzájárult ahhoz, hogy Cziffra György neve és öröksége Magyarországon és nemzetközi viszonylatban is elnyerje méltó helyét és tovább éltesse az általa képviselt zenei ideológiát. Számos kiállítást, könyvet, dokumentumfilmeket, zeneműveket, tanulmányok elkészülését, szobrokat, emléktáblákat, emlékérmet és gasztronómiai termékek létrejöttét kezdeményezte és inspirálta.
2021-ben Cziffra György születésének 100. évfordulóját a Cziffra fesztivál kezdeményezésére Magyarország kormánya hivatalosan Emlékév keretei között ünnepelte, valamint az UNESCO nemzetközi szervezete is felvette a közösen ünnepelt évfordulók sorába. Az Emlékév alatt megvalósuló több, mint 150 magyarországi és külföldi hangverseny kiváló alkalmat teremtett arra, hogy a romantikus irányzat interpretációját, az emocionális kifejezőerőt és az improvizatív játékstílust újra előtérbe helyezzék és felhívják a figyelmet hazánk kulturális sokszínűségére és annak jeles képviselőire. 
2024-2025-ben a Cziffra Fesztivál megalakulásának 10. jubileumát ünnepli, amely évad során világhírű zenekarokkal és művészekkel 5 országban több, mint 40 hangverseny és esemény kerül megrendezésre. 

## Helyszínek
A Cziffra György Fesztivál Budapest legjelentősebb hangversenytermeiben rendez koncerteket és eseményeket: Zeneakadémia, Művészetek Palotája, MoM Kulturális Központ, Óbudai Társaskör, Lóvasút. A fesztivál Budapest mellett Magyarország vidéki városaiban és külföldön is szervez koncerteket, többek között London, New York, Bécs, Párizs, Senlis, Róma, Genf, Oslo koncerttermeiben.

## Fellépők, közreműködők
Mischa Maisky, Jevgenyij Kiszin, Martha Argeich, Boris Berezovsky, Denis Matsuev, Mikko Franck, Orchestre Philharmonique de Radio France, Orchestre de la Suisse Romande, Royal Philharmonic Orchestra, Takács-Nagy Gábor, Eötvös Péter, Vagyim Repin, José Cura, Pierre-Laurent Aimard, Fazıl Say, Vásáry Tamás, Rost Andrea, Miklósa Erika, Bogányi Gergely, Jandó Jenő, Kelemen Barnabás, Snétberger Ferenc, Presser Gábor, Szakcsi Lakatos Béla, Lajkó Félix, Rúzsa Magdolna, Gwendolyn Masin, Darko Brlek, Massimo Mercelli, Várdai István, Falvai Sándor, Kokas Katalin, Isabelle Oehmichen, Mocsári Károly, Oravecz György, Simon Izabella, Tompos Kátya, Sárközi Lajos, Boros Misi, Sárik Péter, Káel Norbert, Szulák Andrea, Freund Tamás, Vizi E. Szilveszter, Pál Feri atya, Lackfi János, Nagy-Kálózy Eszter, Lukács Miklós, Balogh Kálmán, Bősze Ádám, Bagdy Emőke, Liszt Ferenc Kamarazenekar, Magyar Rádió Szimfonikus Zenekara, Budafoki Dohnányi Zenekar, Hot Jazz Band.

## Cziffra György-emlékév 2021-2022

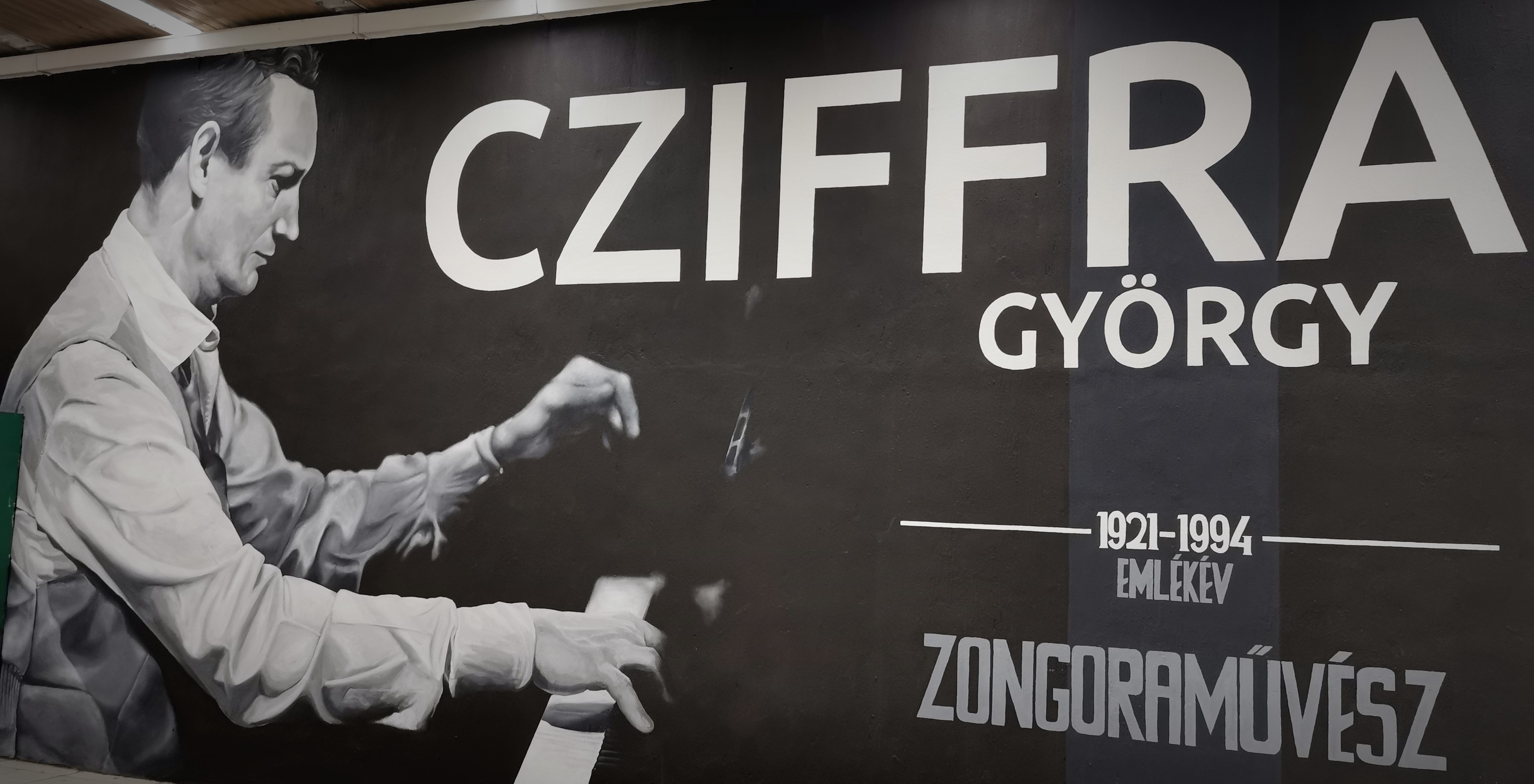
Cziffra György (graffiti)

Cziffra György születésének 100. évfordulóját Magyarország kormánya hivatalosan Emlékév keretei között ünnepli, valamint az  UNESCO nemzetközi szervezete is felvette a közösen ünnepelt évfordulók sorába.
Balázs János Kossuth-díjas zongoraművész művészeti vezetésével, hazánk és a nemzetközi zenei élet legjelentősebb városaiban – Párizs, Genf, Moszkva, London, Bécs, New York – emlékeznek meg a zongorazseniről. Mindez magyar és nemzetközi szakmai szervezetek, zenekarok és a világ legismertebb művészeivel együttműködésben valósul meg.
Az Emlékév kiváló alkalmat teremt arra, hogy a romantikus irányzat interpretációját, az emocionális kifejezőerőt és az improvizatív játékstílust újra előtérbe helyezzük. Cziffra György örökségén keresztül alkalom nyílik nemzetközi szinten is felhívni a figyelmet hazánk kulturális sokszínűségére és annak jeles képviselőire.
Az Emlékév alatt hallhatunk ősbemutatót, legendás előadóművészeket, az improvizáció mesterereit, a jövő tehetségeit és hazánk kiemelkedő gondolkodóit.
A Balázs János Kossuth-díjas zongoraművész által megálmodott és már hatodik éve megrendezett Cziffra Fesztivál gálakoncertjét követően Budapestről indul útjára a Cziffra György-emlékév. Ahogy Cziffra is bejárta a világot, ezúttal hazánkkal együtt ünnepel a nagyvilág szinte összes, kulturális szempontból jelentős városa. Elsősorban Cziffra második otthona, Franciaország – Párizs és Senlis –, de többek között New Yorkban, Londonban, Bécsben, Prágában, Passau-ban, Zágrábban, Forli-ban, Rómában, Waiblingenben, Nohant-ban, Stuttgartban és Nagyváradon is lesznek koncertek.
Az emlékév száznál is több programja mögött nemcsak a Cziffra Fesztivál, hanem hazai és külföldi partnerek sokasága áll társszervezőként. A Müpától a londoni Covent Gradenig számos intézmény részt vállalt abban a nemes feladatban, amit a Cziffra-örökség megidézése jelent.
A centenárium kiemelt helyszínei:
PÁRIZS – RADIO FRANCE, SALLE GAVEAU, NEW YORK – LINCOLN CENTER, GENF – VICTORIA HALL, LONDON – COVENT GARDEN, CADOGAN HALL, PRÁGA – SMETENA HALL, SENLIS – FONDATION CZIFFRA, BUDAPEST – MÜPA, ZENEAKADÉMIA.
A centenárium kiemelt fellépői: Martha Argerich, Mischa Maisky, Denis Matsuev, Mikko Franck, Orchestre Philharmonique de Radio France, Orchestre de la Suisse Romande, Royal Philharmonic Orchestra, Takács-Nagy Gábor, Eötvös Péter.
Eötvös Péter a nemzetközi klasszikus zenei élet egyik legelismertebb zeneszerzője a Cziffra Emlékévnek tiszteletére Balázs János zongoraművésznek dedikálva megírja élete első zongoraversenyét „Ciffra Psodia” címmel, melyet a budapesti MÜPA világpremier után Párizsban, Genfben, Moszkvában és Londonban fognak bemutatni.
Fővédnök: Dr. Áder János, Magyarország köztársasági elnöke
Nemzetközi védnök: Gérard Bekerman, a Fondation Cziffra elnöke
Védnök: Gulyás Gergely, Miniszterelnökséget vezető miniszter, Dr. Vigh Andrea, a Zeneakadémia rektora

## A Cziffra Fesztivál díjai
Balázs János Kossuth-díjas zongoraművész kezdeményezése nyomán hagyományteremtő szándékkal alapították meg a Cziffra György Fesztivál díjait 2017-ben, amelynek célja a pályájuk elején álló tehetség támogatása, valamint a legnagyobb kulturális értékeket felmutató emberi teljesítmények elismerése mind erkölcsileg, mind pedig anyagi hozzájárulással. A zsűriben hazánk elismert és nagyra becsült művészeit, tudósait és intézményvezetőit tisztelhetjük.
| Életműdíj                   | Vásáry Tamás (2017)        | Jakobi László (2017)  | Ránki Dezső (2018)    | Csonka András (2018)           | Jandó Jenő (2019)    | Becht Erika (2019   | Takács-Nagy Gábor (2020) | Kovács János (2020)   | Konrád György (2021)     | Dráfi Kálmán (2021)                  | Perényi Eszter (2022)                          | Tóth Ibolya, Falvai Sándor (2023)        | Csiba Lajosné Emődi Györgyi, Eötvös Péter (2024)                        | Falvai Sándorné Keveházi Gyöngyi (2025), Ifj. Sapszon Ferenc |
| Tehetség díj                | Kállai Ernő (2017)         | Devich Gergely (2017) | Ránki Fülöp (2018)    | Horti Lilla (2018)             | Szabó Marcell (2019) | Pusker Júlia (2019) | Kovács Gergely (2020)    | Pálfalvi Tamás (2020) | Balogh Ádám (2021)       | Sárközy Lajos (2021)                 | Eszenyi Zsombor (2022)                         | Rajna Martin, Magyar Valentin (2023)     | Abouzahra Amira, Vida Mónika Ruth, Lukács Gergely (2024)                | Dolfin Balázs, Mészáros Zsolt Máté, Puporka Jenő (2025)      |
| Ifjú-Tehetség díj           | Kokics Dorina Fanni (2017) | Naim Tichiti (2018)   | Antalóczy Máté (2018) | Báró Lili, Sas Veronika (2019) | Agárdi Balázs (2019) | Gyúró András (2020) | Haraszti Emma (2020)     | Dénes András (2020)   | Tichiti Emma Barka(2021) | Bakos Evelin, Szegvári Roland (2021) | Deák Bence, Balogh Hanna, Geszler János (2022) | Tőzsér Gergő (2023)                      | Hamar Luca Valentina (2024)                                             | Nagy Konrád, Hegedüs Zsigmond (2025)                         |
| Kreatív Művész díj          |                            |                       |                       |                                |                      |                     |                          |                       |                          |                                      |                                                | Oláh Krisztián, Ifj Balázs Elemér (2023) | Rozsonits Ildikó, Lugosi Dániel Ali (2024)                              | Fehér Lili, Varga Tivadar (2025)                             |
| Innovatív Zenei Projekt díj |                            |                       |                       |                                |                      |                     |                          |                       |                          |                                      |                                                | Oláh Patrik (2023)                       | Ungár Cecília, Ráfi Balázs, Kőműves Janka, Hován Marcell Paszkál (2024) |                                                              |